# Medina (stadsdeel)

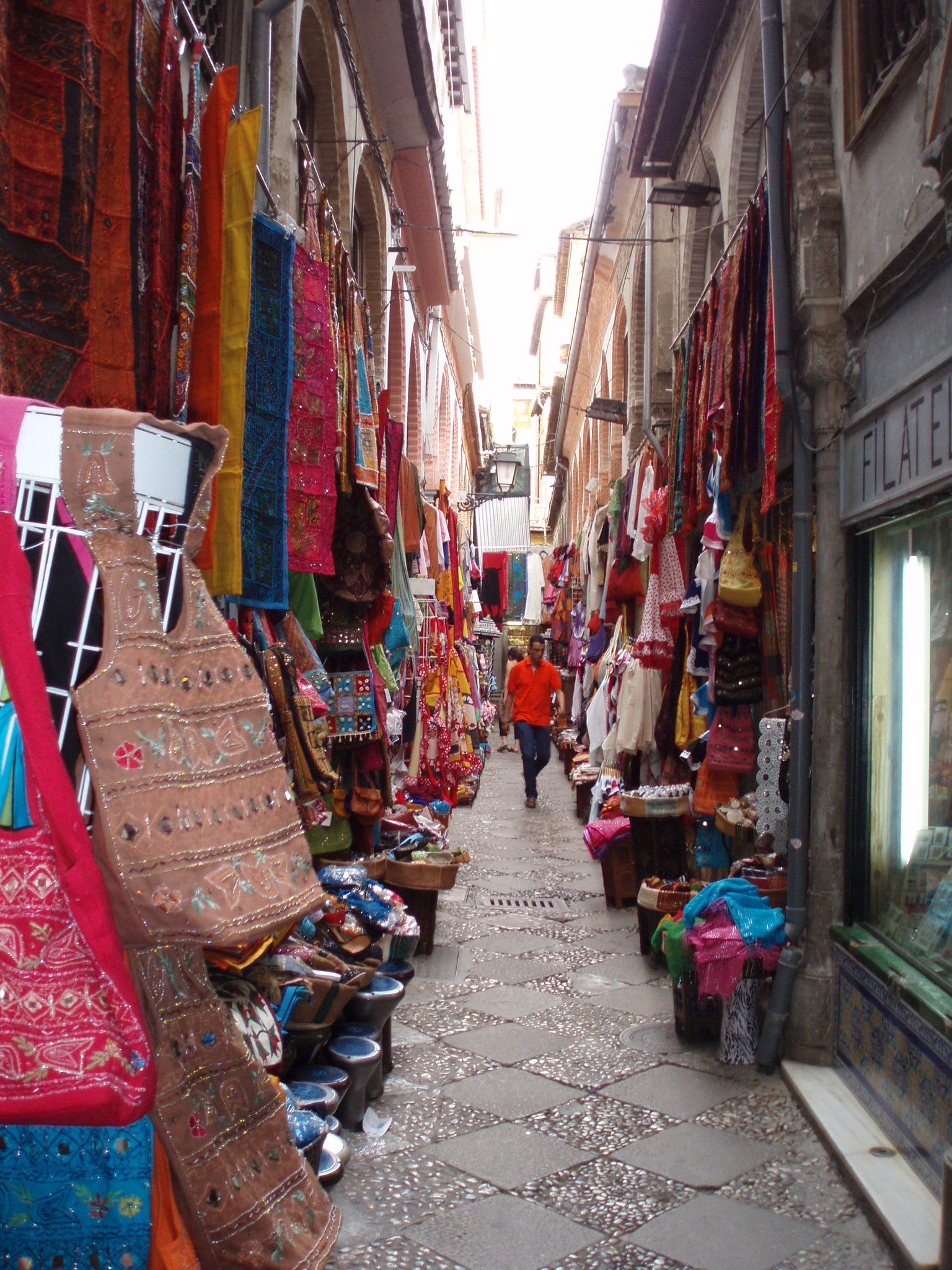
Medina-achtige straat in Granada

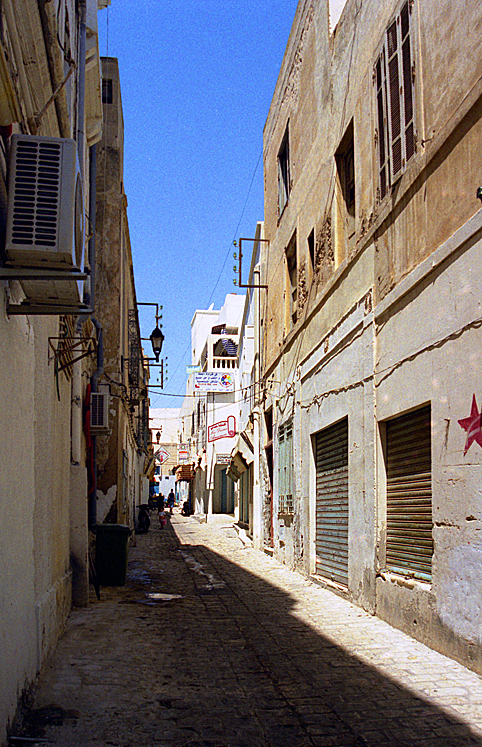
Medina van Sousse

De medina (Arabisch: مدينة) is het oudste gedeelte van Noord-Afrikaanse steden. Ze wordt vaak omringd door stadsmuren. Het verdedigbare deel wordt dan kasba genoemd. Naast dicht opeenstaande en gestapelde woningen zijn er veel winkels en andere bedrijfjes gevestigd. Medina betekent in het Arabisch stad.  
Over het algemeen zijn de oudste gebouwen en objecten, zoals fonteinen, moskeeën en paleizen van de stad er te vinden. Het grillige patroon van smalle straatjes maakte de stad in vroeger tijd goed verdedigbaar tegen binnendringende vijanden. 
Doordat de straten over het algemeen zeer nauw zijn, sommige straten zijn niet breder dan een meter, zijn de medina's autovrij. Soms is ook het berijden van tweewielers er niet toegestaan.

## Plaatsen met een medina
Algerije
- Algiers

Libië
- Derna,
- Tripoli

Marokko
- Agadir
- Asilah
- Casablanca
- Chefchaouen
- Essaouira
- Fez
- Marrakesh
- Meknes
- Rabat
- Salé
- Safi
- Sefrou
- Tanger
- Taza
- Tétouan

Senegal
- Dakar

Tunesië
- Hammamet
- Kairouan
- Mahdia
- Monastir
- Sfax
- Sousse
- Tozeur
- Tunis

## Verdwenen medina
- Bij het Alhambra te Granada in Spanje zijn overblijfselen van de daar ooit gelegen medina te zien.